# Zasłonak ciemnogłówkowy

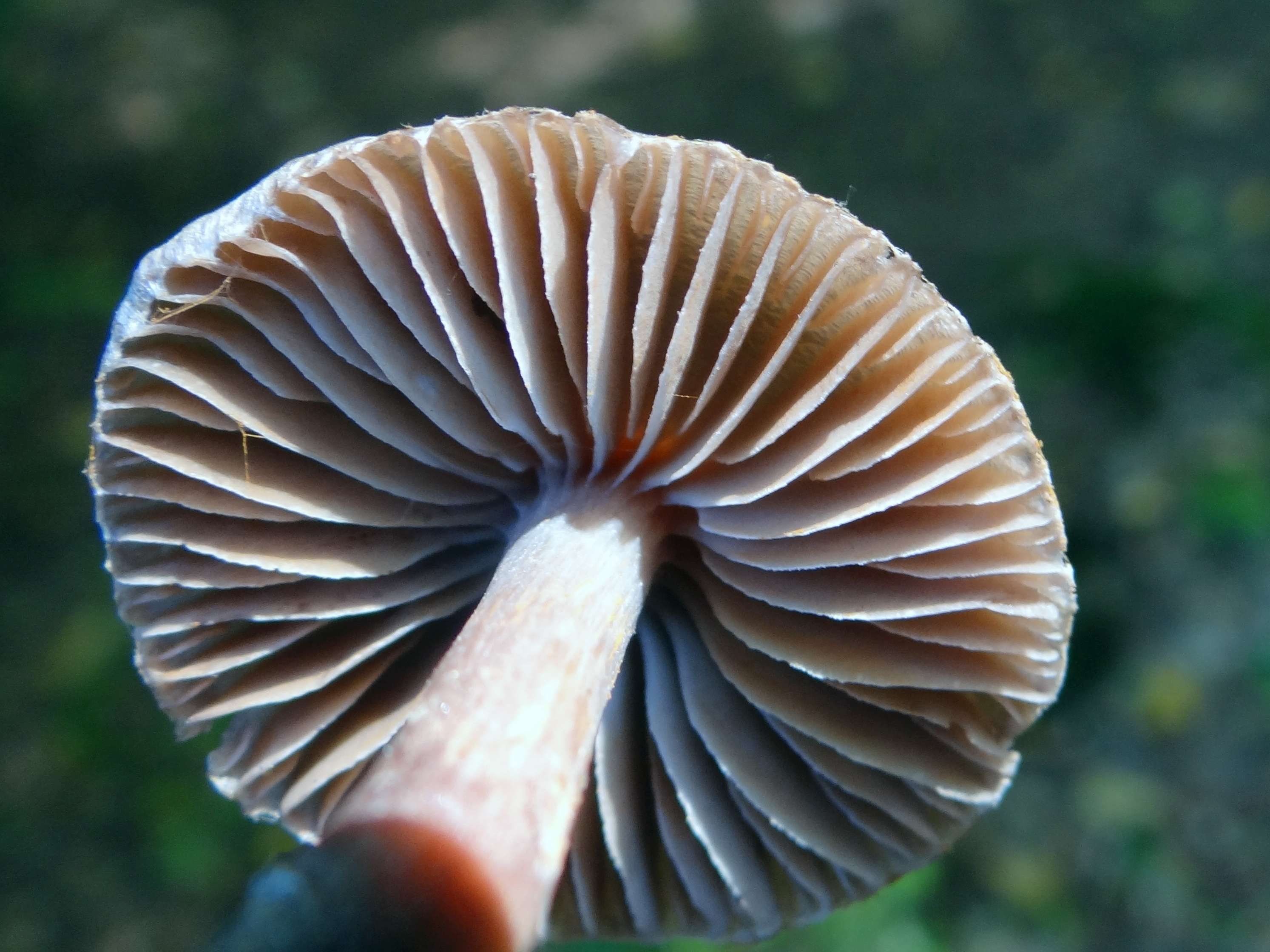

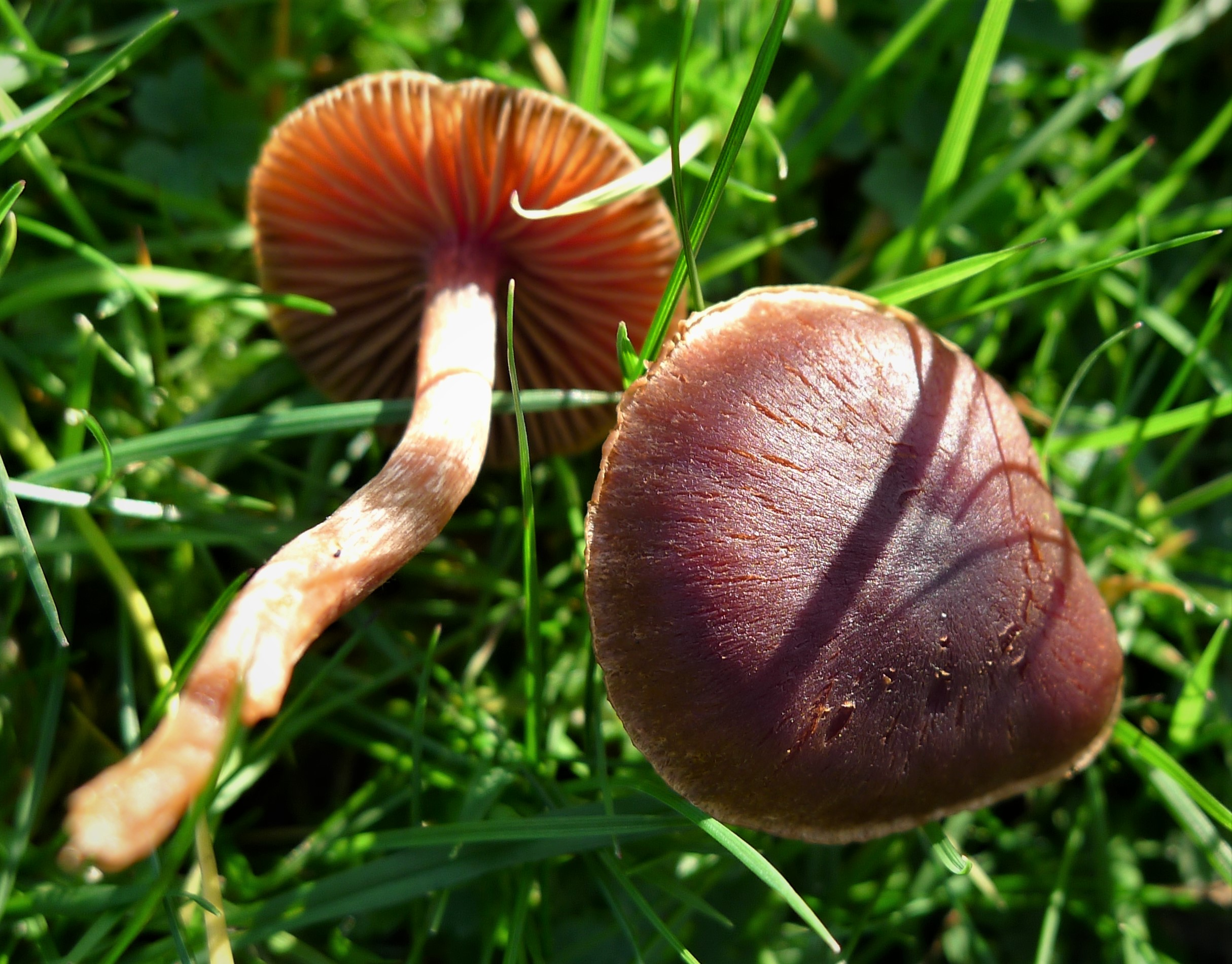

Zasłonak ciemnogłówkowy (Cortinarius decipiens (Pers.) Fr.) – gatunek grzybów należący do rodziny zasłonakowatych (Cortinariaceae).

## Systematyka i nazewnictwo
Pozycja w klasyfikacji według Index Fungorum: Cortinarius, Cortinariaceae, Agaricales, Agaricomycetidae, Agaricomycetes, Agaricomycotina, Basidiomycota, Fungi.
Po raz pierwszy zdiagnozował go w 1801 r. Christiaan Hendrik Persoon, nadając mu nazwę Agaricus decipiens. Obecną nazwę nadał mu Elias Fries w 1838 r., przenosząc go do rodzaju Cortinarius.
Synonimy:

- Agaricus decipiens Pers. 1801
- Cortinarius atrocaeruleus M.M. Moser 1953
- Cortinarius atrocaeruleus M.M. Moser 1967
- Cortinarius decipiens (Pers.) Fr. 1838 f. decipiens
- Cortinarius decipiens f. saliceticola Reumaux & Carteret 2001
- Cortinarius decipiens (Pers.) Fr. 1838 subsp. decipiens
- Cortinarius decipiens var. atrocaeruleus (M.M. Moser ex M.M. Moser) H. Lindstr. 1998
- Cortinarius decipiens (Pers.) Fr. 1838 var. decipiens
- Cortinarius decipiens var. insignis Fr. 1874
- Cortinarius flexipes f. sertipes (Kühner) Kühner 1961
- Cortinarius sertipes Kühner 1955
- Cortinarius sertipes Kühner 1953
- Cortinarius sertipes Kühner 1955 f. sertipes
- Hydrocybe atrocaerulea M.M. Moser 1953
- Hydrocybe decipiens (Pers.) Wünsche 1877
- Hydrocybe sertipes Kühner ex M.M. Moser 1953
- Telamonia sertipes (Kühner) Hlaváček 1985

Zaliczany jest do podrodzaju Telamonia.
Naukowa nazwa decipiens w tłumaczeniu na język polski oznacza zwodniczy i nawiązuje do dużej zmienności morfologicznej tego grzyba. Nazwę polską nadał Andrzej Nespiak w 1981 r. W 1876 r. Feliks Berdau opisywał ten gatunek pod nazwą bedłka zmienna lub opieńki sosnowe, a Franciszek Błoński w 1896 r. jako zasłonak zwodniczy.

## Morfologia
Kapelusz
Średnica 2– 5 cm, za młodu ostrostożkowe, potem szeroko wypukłe z wyraźnym garbem. Jest higrofaniczny i często pomarszczony. Powierzchnia błyszcząca, pokryta radialnie drobnymi włókienkami, w różnych odcieniach brązu, z jaśniejszym brzegiem i ciemniejszym środkiem.
Blaszki
Przyrośnięte, średniogęste, początkowo szaroochrowe, potem ciemnobrązowe, w końcu cynamonowe.
Trzon
Wysokość 3–7 cm, grubość 2–5 mm. Bladożółty, podłużnie pokryty białawymi włókienkami. U młodych owocników ma w górnej części lekko fioletowy odcień. Resztki zasnówki tworzą niewyraźną strefę pierścieniową.
Miąższ
O słabym zapachu rzodkiewkowym. Smak niewyraźny.
Cechy mikroskopowe
Włókienka epikutis utworzone przez cienką warstwę drobnych, septowanych strzępek o różnej grubości i różnym stopniu pigmentacji; od słabo pigmentowanych do ochrowych. Podstawki 4-zarodnikowe, cylindryczne i poszerzone na końcach. Pomiędzy nimi występują jasne bazydiole. Zarodniki szeroko elipsoidalne lub jajowate, delikatnie lub umiarkowanie brodawkowate, nieamyloidalne, o rozmiarach 8,5–10 × 5–6,5 μm. Wysyp zarodników rdzawobrązowy.
Gatunki podobne
Zasłonak ciemnogłówkowy cechuje się dużą zmiennością morfologiczną i jest dość trudny do odróżnienia od innych podobnych zasłonaków. Często konieczne jest badanie mikroskopowe zarodników i urzeźbienia ich powierzchni. Podobny wygląd ma na przykład zasłonak oszroniony (Cortinarius hemitrichus) i zasłonak ziemiowonny (Cortinarius umbrinolens) – ten ostatni odróżnia się zapachem surowego ziemniaka.

## Występowanie i siedlisko
Znane są jego stanowiska głównie w Europie. Jest tutaj szeroko rozprzestrzeniony, nie podano jego stanowisk tylko w Europie Południowo-wschodniej. Ponadto występuje w Kanadzie i Nowej Zelandii. W piśmiennictwie naukowym na terenie Polski podano liczne stanowiska. Aktualne stanowiska tego gatunku w Polsce podaje internetowy atlas grzybów.
Rośnie na ziemi w lasach, wśród mchów, często pod brzozami i wierzbami. Owocniki wytwarza od września do października.

## Znaczenie
Grzyb mykoryzowy. W niektórych przewodnikach dla grzybiarzy opisywany jest jako podejrzany. Brak informacji o trujących własnościach tego gatunku, ponieważ jednak liczne gatunki zasłonaków są trujące, nie należy zbierać owocników zasłonaka ciemnogłówkowego do celów spożywczych.